# Якименко, Антон Дмитриевич
Анто́н Дми́триевич Якиме́нко (22 ноября [5 декабря] 1913 — 6 декабря 2006) — советский лётчик, Герой Советского Союза (1939), Заслуженный военный летчик СССР, генерал-лейтенант авиации. Один из немногих лётчиков, прошедших всю Вторую мировую войну: получив боевое крещение ещё в 1939 году на Халхин-Голе, он встретил победу в Австрии.

## Биография
А. Д. Якименко родился 22 ноября (5 декабря) 1913 год в посёлке Никольское Екатеринославской губернии в многодетной семье.
В 1932 году окончил 7 классов, работал в колхозе. Поступил учиться в Мариупольское (Ждановское) металлургическое училище (Донецкая область, Мариуполь), мечтал стать металлургом. В 1934 году был призван в ряды Красной Армии, а в 1935 году окончил Луганскую (Ворошиловградскую) военно-авиационную школу пилотов. Служил Забайкальском военном округе.
В 1939 году принимал участие в боях с японскими милитаристами на реке Халхин-Гол, совершил более 100 вылетов, сбил 7 вражеских самолётов.
Указом Президиума Верховного Совета СССР, от 29 августа 1939 года присвоено звание Героя Советского Союза, с вручением ордена Ленина. Грамота о присвоении звания Героя Советского Союза и орден Ленина ему были вручёны 17 октября, а медаль «Золотая Звезда» (№ 34) — 4 ноября уже после Указа Верховного Совета СССР от 16 октября об учреждении этого знака особого отличия.
Участник Великой Отечественной войны с октября 1941 года в должности командира 427-го иап.
В период с 28 ноября 1944 года по 31 декабря 1945 года командовал 150-м гвардейским истребительным авиаполком.
За годы Великой Отечественной войны в небе Ленинграда, Сталинграда, Курска, Румынии, Венгрии, Австрии и Чехословакии А. Д. Якименко произвёл 241 боевой вылет, провёл 29 воздушных боёв, сбил лично 13 немецких самолётов и 35 в составе группы.
За всю жизнь совершил 7934 полёта на 36 типах самолёта, налёт 5680 часов, совершил 1055 боевых вылета. Указом Президиума Верховного Совета СССР от 2 сентября 1966 года присвоено звание «Заслуженный военный лётчик СССР». Из Вооружённых Сил уволен в 1972 году.
Жил в Москве. Умер 6 декабря 2006 года. Похоронен на Троекуровском кладбище города Москвы.

## Награды
СССР:
- медаль «Золотая Звезда» Героя Советского Союза № 157 (29 августа 1939);
- орден Ленина (29 августа 1939);
- четыре ордена Красного Знамени (21 февраля 1943, 31 октября 1944, 11 мая 1945, 1954[2]);
- орден Суворова 3-й степени (30 апреля 1945);
- два ордена Отечественной войны 1-й степени (25 августа 1943, 11 марта 1985);
- три ордена Красной Звезды (в том числе 13 июня 1945, 1949[2]);
- медали.

Российской Федерации:
- Орден Дружбы народов (20 июля 1994) — за заслуги в ветеранском движении и активное участие в патриотическом воспитании молодёжи[3];
- медали.

Почетные звания:
- Заслуженный военный летчик СССР (16 августа 1966).

Других государств:
- орден Сухэ-Батора МНР;
- орден Красного Знамени МНР (1939);
- орден «За боевые заслуги» МНР;
- орден Тудора Владимиреску ССР;
- медали.

## Сочинения
- Якименко А. Д. Прикрой, атакую! В атаке — «Меч». — М.: Яуза, Эксмо, 2006. ISBN 5-699-17770-1.